# Axel Pape
Axel Pape (ur. 26 września 1956 w Düsseldorfie) – niemiecki aktor telewizyjny i filmowy.

## Filmografia
- 1999: Lola + Bilidikid jako tańczący mężczyzna
- 1998: Kobra – oddział specjalny jako Tobias Meurer
- 1998: Medicopter 117 jako Frank Ebelsieder
- 1999: Balko jako Ralf Hofmann
- 2000: Rotlicht - In der Höhle des Löwen jako Sandro
- 2000: Siemensstadt
- 2000: Gliniarze na motorach (Die Motorrad-Cops: Hart am Limit) jako adwokat dr Werner
- 2001: Przystojniaki na bok (Ich pfeif' auf schöne Männer, TV) jako Oliver
- 2002: Tatort: Endspiel jako menedżer Gregor Baumann
- 2003: Sztorm na Bałtyku (Baltic Storm) jako Sven Nyberg
- 2005: Tatort: Ohne Beweise jako Luis Münchau
- 2010: Die Rosenheim-Cops jako Wolfram Kress
- 2012: Der Fall Jakob von Metzler
- 2012: Kobra – oddział specjalny jako Valentin Gregorius
- 2014: Jesteśmy młodzi. Jesteśmy silni (Wir sind jung. Wir sind stark.) jako Jürgen
- 2016: SOKO Köln jako Holger Eisfeld